# 버진 트레인
버진 트레인(영어: Virgin Trains)는 영국의 철도 사업자로 런던 유스톤 역부터 웨스트 해안 본선의 중장 거리 열차 등을 운행하고 있었다. 경영은 버진 그룹과 영국의 버스 대기업인 스테이지 코치 그룹의 합작 회사로 경영한다.

## 역사

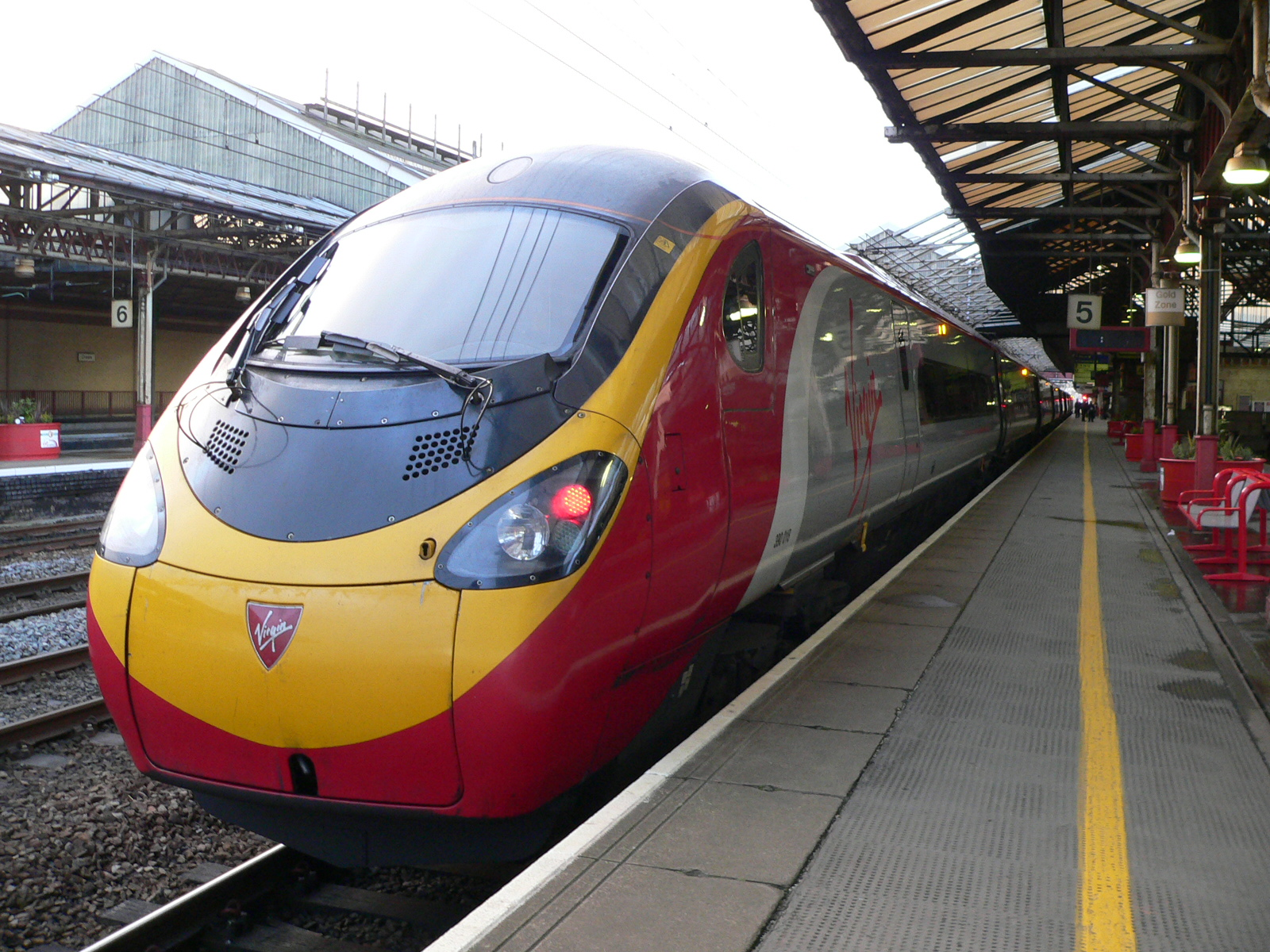
펜돌리노

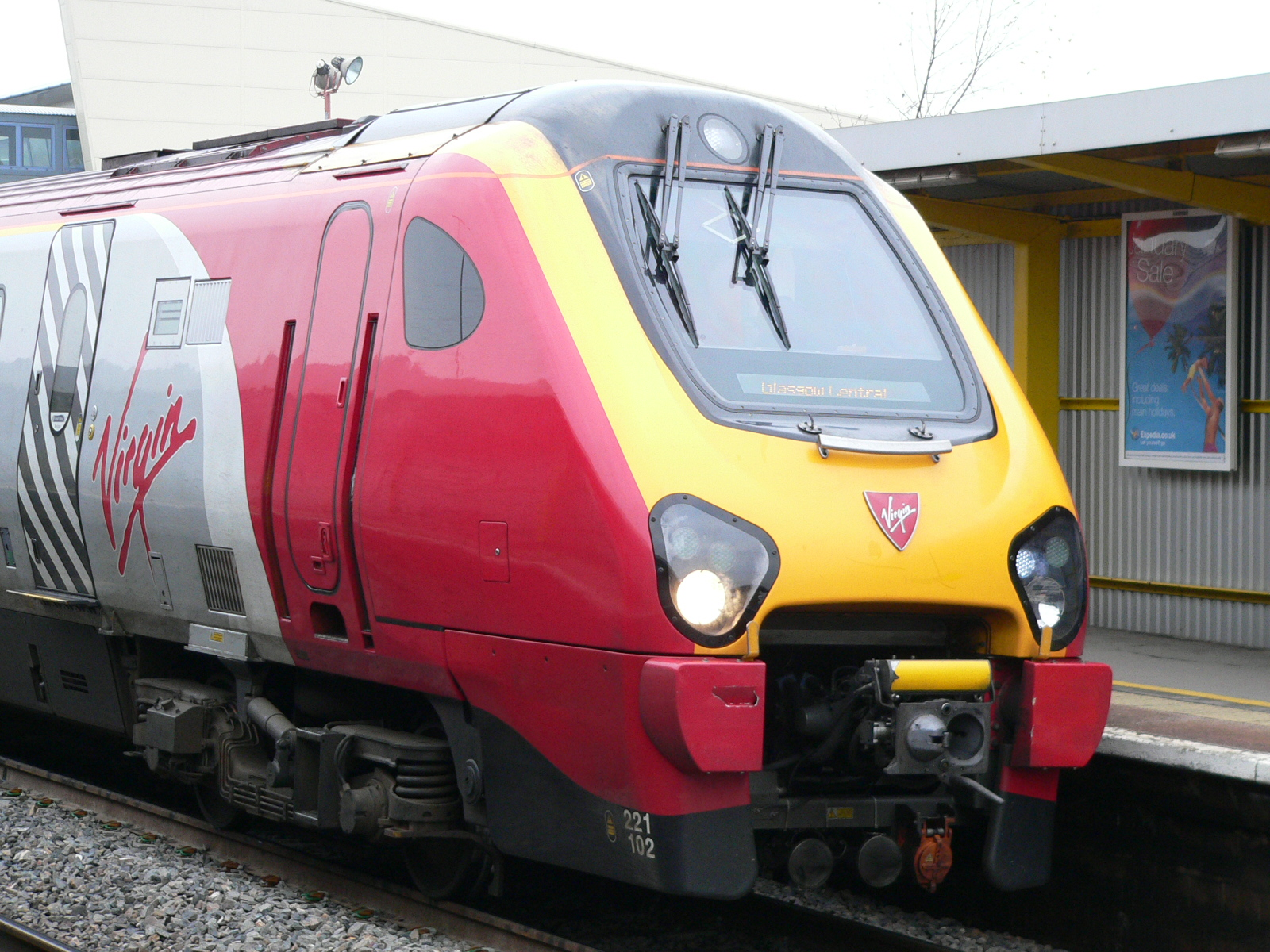
슈퍼 보이저

1997년부터 웨스트코스트 본선과 버밍엄을 중심으로 하는 장거리의 크로스 컨트리 노선의 영업권을 가져 열차를 운행하고 있었다. 이전에 펜돌리노나 슈퍼보이저 등의 신형 차량으로 적극적으로 교체했다. 2007년 11월 11일 정부에 의한 노선 영업권의 재배분에 의해 크로스 컨트리 노선의 대부분은 아리바 회사 산하의 신회사 크로스 컨트리에 운행이 옮겼다. 이후 주요 사업인 웨스트코스트 본선은 2019년 12월 7일부로 면허가 만료되어 현재는 다른 회사가 노선을 운영중이다.

## 노선
- 2019년 12월 7일 이후로 적용되지 않는 노선이다. 2019년 12월 8일 이후부터는 다른 업체에서 해당 노선을 운행한다.

| 노선 | 노선 | 경로                                                            |
| ---- | ---- | --------------------------------------------------------------- |
| A    |      | 런던 유스턴 ~ 버밍엄 뉴스트리트, 울버햄튼                       |
| B    |      | 런던 유스턴 ~ 맨체스터 피카딜리                                 |
| C    |      | 런던 유스턴 ~ 리버풀 라임스트리트                               |
| D    |      | 런던 유스턴 ~ 버밍엄(1일 1회), 체스터, 홀리헤드, 렉섬 (1일 1회) |
| E    |      | 런던 유스턴 ~ 글래스고 센트럴                                   |
| F    |      | 버밍엄 뉴스트리트 ~ 글래스고 센트럴, 에딘버러 웨이벌리          |

- A, B, C, E(일부)는 펜돌리노로 운행
- D, E(일부), F는 보이저로 운행

## 같이 보기
- 메가 트레인
- 내셔널 레일